# Plac Świętego Krzyża w Wodzisławiu Śląskim
Plac Świętego Krzyża w Wodzisławiu Śląskim – historyczne Raciborskie Przedmieście, leżało w dzielnicy Raciborskiej. W dawnych czasach nazywane Alt Loslau, czyli Stary Wodzisław; być może w tej okolicy leżała osada przedlokacyjna. W 1810 nosił nazwę Raciborskie Przedmieście. W latach 1525 do 1826 stał w tym miejscu drewniany kościół pw. Świętego Krzyża. W okresie międzywojennym plac nosił nazwę „Plac Wolności”, w okresie PRL-u nazwano go „Plac I Brygady Pancernej Armii Czechosłowackiej” i umieszczono na nim obelisk, który w latach 90. przeniesiono na Plac Gladbeck, a plac nazwano „Świętego Krzyża” dla upamiętnienia dawnego drewnianego kościółka. W roku 2000 postawiono krzyż oraz obelisk upamiętniający kościół pw. św. Krzyża.